# Ascope
Ascope (en mochica colonial: Ascopæc)[cita requerida] es una ciudad peruana capital del distrito y la provincia homónimos, ubicada en el departamento de La Libertad.
Está a una altitud de 230 m s. n. m. Según el censo de 2017, cuenta con 6.000 habitantes.
La zona monumental de Ascope fue declarada patrimonio histórico del Perú el 9 de noviembre de 1987.

## Clima
| Parámetros climáticos promedio de Ascope | Parámetros climáticos promedio de Ascope | Parámetros climáticos promedio de Ascope | Parámetros climáticos promedio de Ascope | Parámetros climáticos promedio de Ascope | Parámetros climáticos promedio de Ascope | Parámetros climáticos promedio de Ascope | Parámetros climáticos promedio de Ascope | Parámetros climáticos promedio de Ascope | Parámetros climáticos promedio de Ascope | Parámetros climáticos promedio de Ascope | Parámetros climáticos promedio de Ascope | Parámetros climáticos promedio de Ascope | Parámetros climáticos promedio de Ascope |
| Mes                                      | Ene.                                     | Feb.                                     | Mar.                                     | Abr.                                     | May.                                     | Jun.                                     | Jul.                                     | Ago.                                     | Sep.                                     | Oct.                                     | Nov.                                     | Dic.                                     | Anual                                    |
| ---------------------------------------- | ---------------------------------------- | ---------------------------------------- | ---------------------------------------- | ---------------------------------------- | ---------------------------------------- | ---------------------------------------- | ---------------------------------------- | ---------------------------------------- | ---------------------------------------- | ---------------------------------------- | ---------------------------------------- | ---------------------------------------- | ---------------------------------------- |
| Temp. máx. media (°C)                    | 29.2                                     | 30                                       | 29.6                                     | 28                                       | 26.1                                     | 24.8                                     | 23.7                                     | 23.5                                     | 24                                       | 24.6                                     | 25.7                                     | 27.2                                     | 26.4                                     |
| Temp. media (°C)                         | 23.3                                     | 24.2                                     | 23.9                                     | 22.4                                     | 20.6                                     | 19.5                                     | 18.6                                     | 18.4                                     | 18.8                                     | 19.2                                     | 20                                       | 21.3                                     | 20.9                                     |
| Temp. mín. media (°C)                    | 17.4                                     | 18.4                                     | 18.3                                     | 16.8                                     | 15.2                                     | 14.2                                     | 13.5                                     | 13.4                                     | 13.6                                     | 13.9                                     | 14.3                                     | 15.4                                     | 15.4                                     |
| Fuente: climate-data.org                 |                                          |                                          |                                          |                                          |                                          |                                          |                                          |                                          |                                          |                                          |                                          |                                          |                                          |

## Lugares de interés
- Iglesia Matriz de Ascope[3]
- Local de la municipalidad de Ascope
- Camal municipal de Ascope
- Estación del ferrocarril de Ascope